# Nile (Schiff, 1891)
Die Nile, auch HMS Nile, war ein Panzerschiff der Trafalgar-Klasse der britischen Marine das von 1891 bis 1898 in Dienst stand.

## Geschichte
Die spätere Nile wurde am 8. April 1886 in der Marinewerft in Pembroke Dock auf Kiel gelegt, am 27. März 1888 vom Stapel gelassen und am 10. Juli 1891 für den Einsatz im Mittelmeer in Dienst gestellt. Dort verblieb sie bis 1889 und wurde anschließend in Devonport als Hafenwachschiff eingesetzt. Am 16. August 1902 nahm die Nile an der Flottenschau in Spithead anlässlich der Krönung von Edwards VII. teil. Im Februar 1903 wurde sie zur Reserve versetzt. Am 9. Juli 1912 wurde das Schiff an Thos. W. Ward zum Abwracken verkauft.

## Technik
Das Schiff hatte Länge eine zwischen den Loten von 105,15 m, eine Breite von 22,25 m und einen Tiefgang von 8,69 m. Die Verdrängung lag bei 12.790 t. Die Besatzung des Schiffes bestand aus 577 Offizieren und Mannschaften.

### Antrieb
Die Nile war mit zwei 3-Zylinder-Verbunddampfmaschinen ausgestattet, die jeweils eine Welle antrieben und insgesamt 7500 PS (5.516 kW) entwickelten, mit der sie eine Höchstgeschwindigkeit von 16,5 Knoten (30 km/h) erreichte. Der Dampf wurde von sechs Großwasserraumkesseln geliefert. Das Schiff konnte maximal 1.118 t Kohle mitführen, was ihm bei 10 Knoten (19 km/h) eine Reichweite von 6.300 Seemeilen (11.700 km) ermöglichte.

### Bewaffnung
Die Hauptbewaffnung bestand aus vier 343-mm-Hinterladerkanonen in zwei Zwillingsgeschütztürmen, einer jeweils vor und hinter den Aufbauten. Die Sekundärbewaffnung bestand aus sechs 120-mm-Schnellfeuergeschützen in der gepanzerten Zitadelle, drei auf jeder Breitseite. Zur Abwehr gegen Torpedoboote waren acht 57-mm-6-Pfünder und neun 47-mm-3-Pfünder-Hotchkiss-Schnellfeuergeschütze installiert. Außerdem war das Schiff mit vier 356-mm-Torpedorohren ausgestattet.

### Panzerung
Der Gürtel aus Compoundpanzerung war mittschiffs 356–508 mm dick und erstreckte sich über eine Länge von 70,1 m von vorn nach achtern. Die Zitadelle war mit 406–457 mm Panzerung geschützt und wurde durch 356–407 mm Querschotten abgeschlossen. Darüber befand sich ein weiterer Plankengang mit 102–127 mm Panzerung. Der Kommandoturm wurde durch 355-mm-Platten geschützt.